# Rubus altiarcuatus
Rubus altiarcuatus är en rosväxtart som beskrevs av William Paul Crillon Barton och Riddelsdell. Rubus altiarcuatus ingår i släktet rubusar, och familjen rosväxter. Inga underarter finns listade i Catalogue of Life.